# کمیل شمعون
کَمیل شمعون (فرانسوی: Camille Chamoun‎؛ ۳ آوریل ۱۹۰۰ – ۷ اوت ۱۹۸۷)، سیاستمدار اهل لبنان و به مدت شش سال از ۱۹۵۲ تا ۱۹۵۸، عهده‌دار ریاست‌جمهوری لبنان بود.

## زندگی‌نامه
شامون در سال ۱۹۰۰م، در لبنان و در یک خانواده مسیحی به دنیا آمد، در سال ۱۹۴۳م، ابتدا به عنوان نماینده پارلمان لبنان و سپس در سال ۱۹۵۱م، به عنوان سفیر لبنان در بریتانیا برگزیده شد. شامون در سال ۱۹۵۲م، به عنوان رئیس‌جمهور لبنان انتخاب شد.